# Teknisk sprit

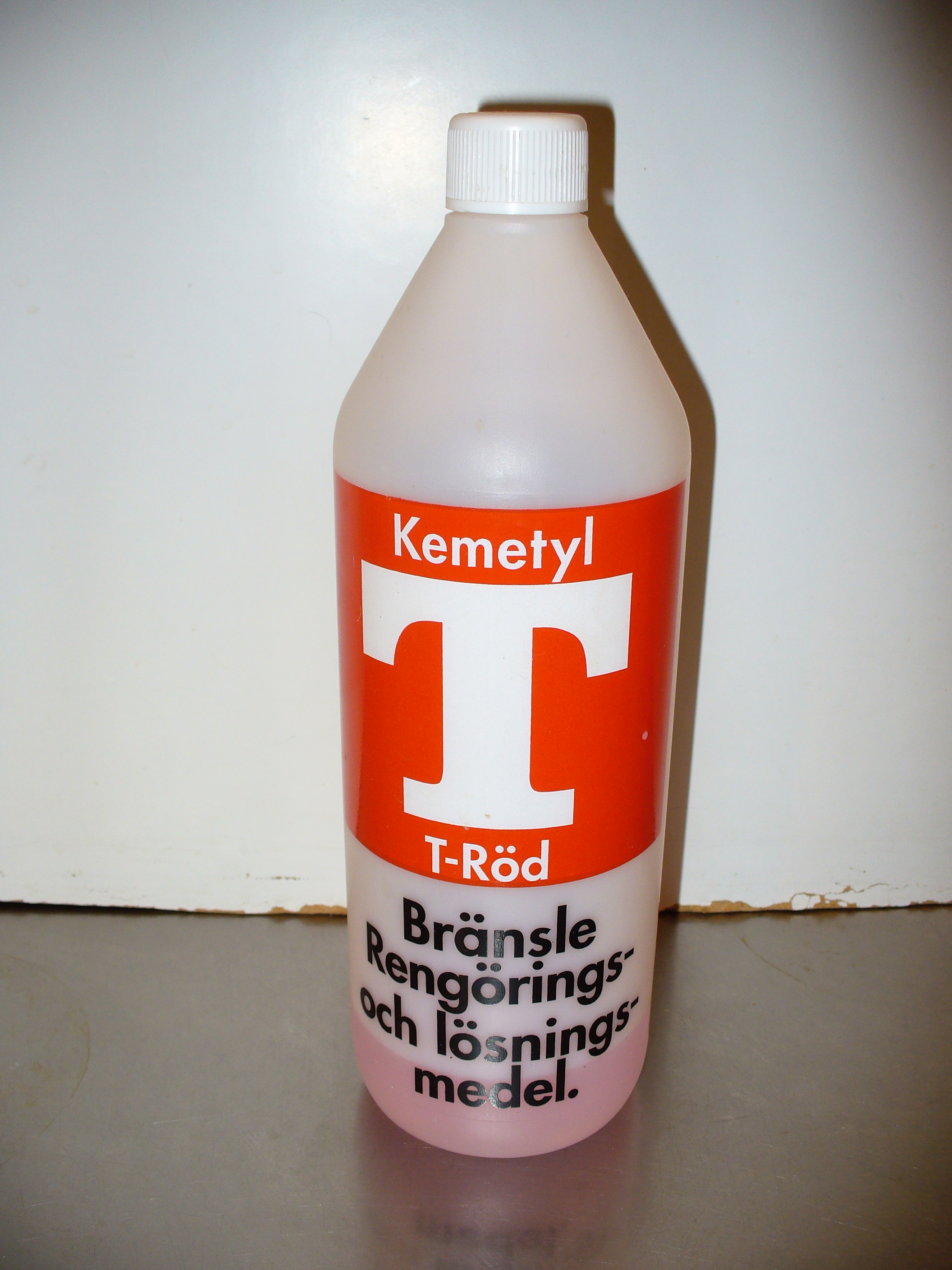
T-röd på flaska

Teknisk sprit eller t-sprit är en etanol-produkt avsedd bland annat till rengöring, som lösningsmedel, frostskydd, bränsle i till exempel spritkök eller andra tekniska ändamål såsom vid bearbetning av aluminium. Då teknisk sprit inte är avsedd att förtäras, omfattas den inte av de skatter och regleringar som gäller för övrig etanol och är därför betydligt billigare. För att förhindra att teknisk sprit används som alkoholdryck brukar den denatureras, vilket innebär att illasmakande (ex. denatoniumbensoat), kräkframkallande eller giftiga ämnen adderas. På marknaden förekommer även blandningar av etanol och metanol, t.ex. Kemetyls varumärke Tenol. Det minskar sotningen vid förbränning, men om någon dricker blandningen är risken för allvarlig skada stor.
I Sverige definieras teknisk sprit i alkohollag (2010:1622) om försäljning av teknisk sprit m.m. Folkhälsomyndigheten ansvarar sedan 2011 för tillsyn av hanterandet av teknisk sprit i Sverige. Även andra länder har liknande lagar och reglerna är integrerade inom EU.

## Rödsprit
Rödsprit, ofta kallad T-röd eller T-sprit efter Kemetyls varumärke, är rödfärgad 95-procentig denaturerad etanol, eventuellt blandat med tyngre alkoholer såsom propanol. Kemetyls T-röd består av 50–75 % Etanol, 10–15 % 2-Propanol, 5–7,5 % Butanon och 1–2,5 % Aceton.
Förtäring motverkas genom att den denaturerats genom tillsats av flera ämnen, vilket tidigare angavs som dubbeldenaturerad. Denatureringsämnen är metyletylketon, aceton, etylacetat och bitrex för att förhindra förtäring. Etanolen är bara tekniskt ren, och kan därför innehålla metanol. Denatureringsämnena har en otrevlig smak, men metyletylketon bildar även en azeotrop med etanol och är därför omöjlig att separera med en vanlig destillation. Etylacetat har en kokpunkt som ligger mycket nära etanolens och är därför också svår att separera.
Rödsprit uppfanns av Gösta Ekström och har fått sitt namn av att den färgas röd för att förhindra förväxling med andra vätskor.
Rödsprit är en brandfarlig vara av klass 1.
Exempel på varumärken är T-Röd, Petroröd, Starta och Frosty.
Rödsprit används i viss utsträckning som berusningsmedel, främst av personer som utsatt kroppen för det under en längre period för att uppnå en viss immunitet mot denatureringsmedlet. Dödsfall har förekommit då metanol felaktigt har sålts som rödsprit.

### Fysikaliska och kemiska egenskaper
| Densitet                         | 789 kg/m³ (vid 20 °C)                                 |
| Flampunkt (ASTM D 3278)          | 8 °C                                                  |
| Kokpunkt                         | 78 °C                                                 |
| Smält/fryspunkt                  | -114 °C                                               |
| Lösningsförmåga i vatten         | Helt löslig                                           |
| Löslig i organiska lösningsmedel | Löslig och blandbar med flera organiska lösningsmedel |